# Swetlana Moskalenko
Swetlana Moskalenko  (russisch Светлана Москаленко; geboren 1986 in Georgijewsk) ist eine russische Opernsängerin der Stimmlage Sopran. Sie gehört dem Ensemble des Michailowski-Theaters in Sankt Petersburg an.

## Leben und Werk
Swetlana Moskalenko schloss 2012 ihr Gesangsstudium am Sankt Petersburger Konservatorium ab und nahm erfolgreich an internationalen Gesangswettbewerben teil. Ihre wichtigste Lehrerin war Tamara D. Novichenko. Moskalenko wurde bereits während ihres Studiums im Jahr 2011 an das Michailowski-Theater engagiert. Dort erarbeitete sie sich ein breites Repertoire in den Stimmfächern Lyrischer Sopran und Koloratursopran, darunter die Titelpartien in Assafjews Cinderella, Rimski-Korsakows Zarskaja newesta und Verdis La traviata. Sie übernahm auch zentrale Donizetti- und Rossini-Partien wie Adina, Norina und Rosina. Im Mozartfach singt sie die Susanna und mit besonderem Erfolg die Königin der Nacht. Außerdem wurden ihr am Michailowski-Theater Gesangsaufgaben in den Tanzabenden Prélude und Multiplicity. Forms of Silence and Emptiness, beide choreographiert von Nacho Duato, übertragen.
2015 erfolgten die ersten Gastspiele außerhalb Russlands – als Königin der Nacht auf Gastspielreise der Komischen Oper Berlin in Xiamen und Guangzhou sowie am Grand Théâtre de Genève. 2016 erreichte sie beim Hans-Gabor-Belvedere-Gesangswettbewerb in Kapstadt das Finale.
2017 begann ihre internationale Karriere: sie debütierte am Moskauer Bolschoi-Theater (in Il viaggio a Reims), als Königin von Schemacha in Rimski-Korsakows Solotoi petuschok an der Opéra national de Lorraine von Nancy, sang die Titelpartie in Delibes’ Lakmé bei den Festivals von Kopenhagen und Rattvik sowie an der Oper Malmö, und die Königin der Nacht an der Deutschen Oper am Rhein.

## Rollen (Auswahl)
- Titelpartie in Cinderella von Boris Assafjew
- Frasquita in Carmen von Georges Bizet
- Adina und Gianetta in L’elisir d’amore von Gaetano Donizetti
- Norina in Don Pasquale von Gaetano Donizetti
- Titelpartie in Lakmé von Léo Delibes
- Prinzessin Eudoxie in La Juive von Fromental Halévy
- Susanna in Le nozze di Figaro von Wolfgang Amadeus Mozart
- Königin der Nacht in Die Zauberflöte von Wolfgang Amadeus Mozart
- Musetta in La Bohème von Giacomo Puccini
- Marfa in Zarskaja newesta von Nikolai Rimski-Korsakow
- Königin von Schemacha in Solotoi petuschok von Nikolai Rimski-Korsakow
- Rosina in Il barbiere di Siviglia von Gioachino Rossini
- Contessa di Folleville in Il viaggio a Reims von Gioachino Rossini
- Brigitta in Jolanthe von Peter Tschaikowski
- Oscar in Ein Maskenball von Giuseppe Verdi
- Violetta Valéry in La traviata von Giuseppe Verdi

Quellen für das Rollenverzeichnis: Michailowski-Theater und Operabase.

## Preise
- 2014: Zweiter Preis beim Le Grand Prix de l'Opéra in Bukarest
- 2015: Zweiter Preis beim Internationalen Tschaikowski-Wettbewerb in Moskau
- 2015. Erster Preis beim Internationalen Gesangswettbewerb Opera without Borders in Russland
- 2015. Zweiter Preis beim Rimski-Korsakow-Gesangswettbewerb in Russland
- 2016. Finalistin im Hans-Gabor-Belvedere-Gesangswettbewerb in Kapstadt